# Partido Democrático Bahameño
El Partido Democrático Bahameño fue un partido político en las Bahamas. Se postuló en las elecciones generales de 1977, donde recibió el 26,9% de los votos y obtuvo seis escaños, volviéndose el partido de oposición más grande en el parlamento. Sin embargo, no se postuló en las elecciones de 1982.